# Orlando Veronese
Orlando Veronese (Costa di Rovigo, 1908 – Ferrara, 1999) è stato un architetto e urbanista italiano.

## Biografia
Dopo gli studi compiuti nel Liceo classico Celio di Rovigo, nel 1932 si laureò all'Istituto Universitario di Architettura di Venezia.
Partecipò al concorso per il Palazzo Liviano a Padova. 
Si dedicò alla elaborazione di numerosi progetti architettonici e urbanistici a Rovigo.
A Ferrara, dove si rese interprete della necessità di sistemare la Cattedrale, ripristinando la zona absidale e la sagrestia, realizzò anche l'edificio attualmente adibito al Dipartimento di scienze storiche dell'Università, che vi ha posto una targa alla memoria. 
Ha scritto un libro di poesia, Cerchi nell'acqua.

## Disegni e progetti principali
- Progetto per Piazza Castello a Rovigo (1934)
- Fontana di piazza Roma a Rovigo (1934)
- Cappella dei cosiddetti "martiri fascisti" nella Casa del Fascio di Rovigo (1938)
- Progetto per un Palazzo del Governo a Rovigo (1938), insieme a Virgilio Vallot
- Piano regolatore di Rovigo (1938) con Attilio Casellato
- Chiesa della Commenda a Rovigo (1952 - 1957)
- Chiesa dei Santi Vito e Modesto Martiri, chiesa parrocchiale di Lusia (1954)
- Chiesa parrocchiale di Zelo (progettata nel 1955 e realizzata nel 1967)
- Chiesa di San Giovanni Evangelista a Quacchio di Ferrara (1963)
- Chiesa del Corpus Domini a Ferrara (1966)